# Ruger Single-Six

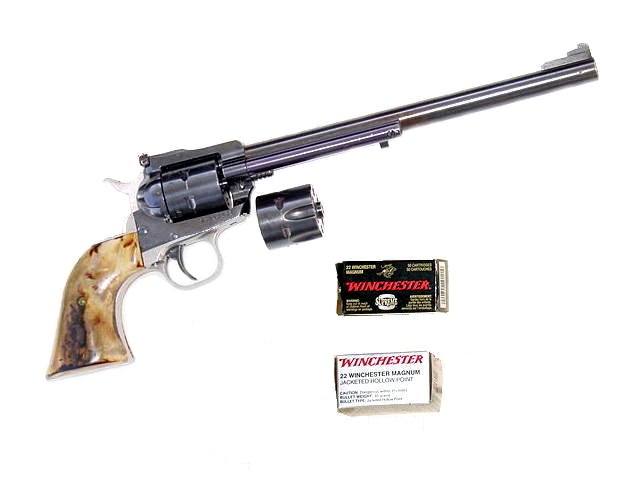
Um Convertible Single Six com cano de 9,5".

O Ruger Single-Six é um revólver de ação simples e fogo circular com capacidade de seis tiros  fabricado pela Sturm, Ruger & Co. O Single-Six foi lançado em junho de 1953.

## Histórico
O Single-Six é produzido atualmente como "New Model Single-Six". Sendo que o "New Model" significa apenas que esse modelo incluia o novo mecanismo de segurança da Ruger chamado "barra de transferência" para aumentar a segurança, permitindo que ele pudesse ser portado com as seis câmaras carregadas. Antes de 1973, o Single-Six era prodzido sem esse mecanismo, tornando-o menos seguro, pois com as seis câmaras carregadas, o cão estava sempre repousando sobre um cartucho. Com a inclusão de barra de transferência, ela só permitia que o revólver disparasse quando o gatilho fosse acionado. A Ruger ofereceu uma "atualização" gratuita para o sistema com barra de transferência para os donos do Single-Six mais antigo.

## Características
- Peso: 907 a 1.134 g[3]
- Comprimento: 16 a 38 cm[3]
- Tamanho de cano: 4⅝, 5½, 6½, 7½, 9½ polegadas
- Cano: seis raias[3]
- Cartuchos: .22 LR, .22 WMR, .17 HMR[4] e .32 H&R Magnum
- Capacidade: cilindro de seis tiros[3]
- Miras: miras de ferro fixas ou ajustáveis, o modelo da caça, tem suporte para mira telescópica.[4]

## Calibre .32
Entre 1984 e 1997, a Ruger ofereceu o New Model Single-Six no calibre .32 H&R Magnum (que permitia o uso do .32 S&W e do .32 S&W Long). A Ruger reintroduziu essa opção de claibre em 2002, e em setembro de 2014 lançou o Single-Seven no calibre .327 Federal Magnum, uma variante em aço inoxidável de sete tiros, com opções de canos de 4,63, 5,5 e 7,5 polegadas.